# Język rohingya
Język rohingya (Ruáingga) — język indoaryjski używany przez przedstawicieli grupy etnicznej Rohingya w birmańskim stanie Arakan oraz na przyległych terenach Bangladeszu. Jest blisko spokrewniony z używanym w południowo-wschodnim Bangladeszu językiem chatgaya.